# Хант, Ричард Моррис
Ричард Моррис Хант (англ. Richard Morris Hunt; 31 октября 1827, Брэттлборо, штат Вермонт — 31 июля 1895, Ньюпорт, штат Род-Айленд) — американский архитектор.

## Жизнь и творчество

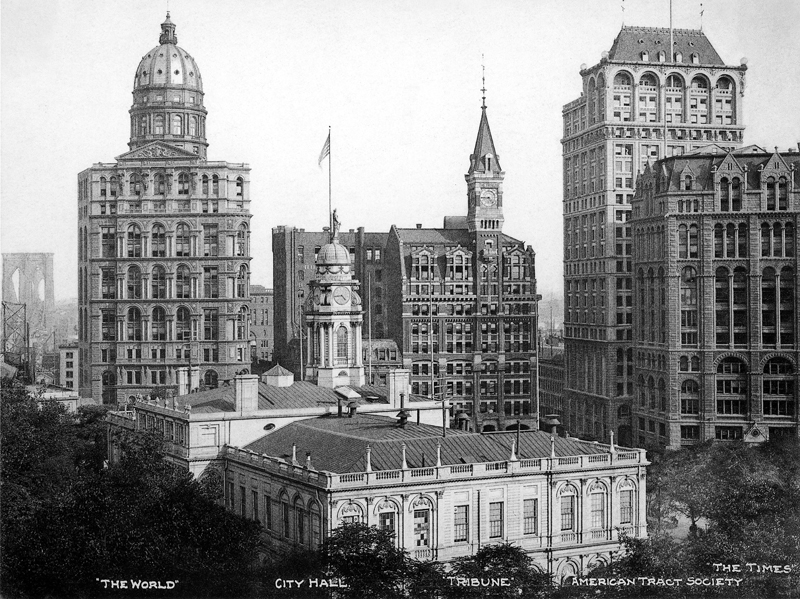
Трибьюн Билдинг в Нью-Йорке (1875)

Р. М. Хант родился в семье члена американского конгресса Джонатана Ханта. Мать мальчика, Мэри Джейн Левитт, происходила из влиятельной коннектикутской семьи. После ранней смерти отца Ричард, вместе со своими братьями и сёстрами (среди них — его старший брат Уильям Моррис Хант) воспитывался в Швейцарии и во Франции. Ричард был первым американцем, изучавшим живопись, скульптуру и архитектуру в парижской Школе изящных искусств. Вскоре после возвращения в Америку Хант становится наиболее востребованным архитектором Нью-Йорка. Уже в самом начале своей деятельности он проектирует серию зданий, в которых воплотил привезённые из Франции архитектонические идеи.
Хант сумел решить многие новые для современной ему архитектуры задачи: он является автором первого небоскрёба (Трибьюн билдинг (Tribune Building) (1876), постамента статуи Свободы (1881—1885), входного крыла музея Метрополитен, административного здания Всемирной выставки Колумба (World Columbian Exposition) (1891—1893) и др. Р. М. Хант открыл талантливого австрийского скульптора Карла Биттера и стал его спонсором.
Р. М. Хант скончался в возрасте 66 лет вследствие инфаркта.

## Спроектированные здания (избранное)
- 1870—1873: Stuyvesant Building в Нью-Йорке
- 1873—1874: Roosevelt Building в Нью-Йорке
- 1873—1876: Tribune Building в Нью-Йорке
- 1879—1883: Корнелиус Вандербильт II, резиденция на Fifth Avenue в Нью-Йорке
- 1893—1895: Корнелиус Вандербильт II, резиденция The Breakers в Ньюпорте
- 1888—1892: Уильям К.Вандербильт Marble House в Ньюпорте
- 1888—1895: Джордж Вандербильт II Biltmore Estate в Эшвилле

## Признание заслуг
- член Королевского института британских архитекторов, Лондон
- член Королевской Академии искусств, Лондон
- член Национального общества изящных искусств, Париж